# Mickey's Speedway USA
Mickey's Speedway USA, conocido en Japón como Mickey's Racing Challenge USA (ミッキーのレーシングチャレンジUSA Mikkī no rēshingu charenji USA?), es un videojuego de carreras desarrollado por Rare y publicado por Nintendo para Nintendo 64 y Game Boy Color al estilo de Mario Kart 64, dando su salida al mercado a finales de 2000. El juego está protagonizado por algunos de los personajes de dibujos animados más importantes de Disney.

## Personajes
- Mickey Mouse
- Pato Donald
- Goofy
- Minnie Mouse
- Daisy
- Pete/Pedro
- Hugo/Juanito (personaje secreto)
- Paco/Jaimito (personaje secreto)
- Luis/Jorgito (personaje secreto)
- Ludwing Von Pato (personaje secreto)

## Campeonatos y Circuitos

### Problemas de Tráfico
Es uno de los 3 campeonatos iniciales. Los circuitos son:
- Indianápolis
- San Francisco
- Nuevo México
- Gran Cañón

### Motormanía
Es uno de los 3 campeonatos iniciales. Los circuitos son:
- Los Ángeles
- Alaska
- Las Vegas
- Filadelfia

### Autofobia
Es uno de los 3 campeonatos iniciales. Los circuitos son:
- Dakota
- Seattle
- Nueva York
- Chicago

### Coches Victoria
Es uno de los campeonatos secretos. Los circuitos son:
- Yellowstone
- Washington D. C.
- Everglades
- Malibu

### Final Loca
Es uno de los campeonatos secretos. Los circuitos son:
- Hawái
- Oregón
- Texas
- Colorado

### Extras
En el juego hay una pista secreta que se consigue aplastando 20 huevos en el rancho de la zona "Prácticas":
- Nueva Orleans